# Eduardo Mancha
Eduardo Ferreira dos Santos, bekannt als Eduardo Mancha, (* 24. November 1995) ist ein brasilianischer Fußballspieler.

## Karriere
Eduardo Mancha spielte bis 2016 für den Ceará SC. Zwischen 2016 und 2017 spielte er für den Jabaquara AC. Von 2017 bis 2018 war er für den Guarani EC (MG) aktiv. Zur Saison 2018/19 wechselte er nach Malta zum FC Birkirkara, bei dem er einen bis Juni 2019 laufenden Vertrag erhielt.
Im August 2018 debütierte er in der Maltese Premier League, als er am ersten Spieltag jener Saison gegen den FC Balzan in der Startelf stand. Eduardo Mancha kam in der Saison 2018/19 in allen 26 Spielen von Birkirkara zum Einsatz. Nach dem Auslaufen seines Vertrages verließ er den Verein, woraufhin er im Juni 2019 ein Probetraining beim österreichischen Bundesligisten SCR Altach absolvierte. Ende Juli 2019 ging er in den Iran, wo er einen Vertrag beim Erstligisten Machine Sazi FC unterschrieb. Für den Verein bestritt er 30 Erstligaspiele. Nach Vertragsende wechselte er am 1. September 2020 nach Portugal zum SC Farense. Mit dem Verein aus Faro spielte er 22-mal in der ersten Liga. Am Ende der Saison 2020/21 musste er mit dem Klub in die zweite Liga absteigen. Hier spielte er noch eine Saison. Im August 2022 zog es ihn nach Japan, wo er einen Vertrag beim Zweitligisten Ventforet Kofu unterschrieb. Am 15. Oktober 2022 stand er mit Kofu im Finale des japanischen Pokals, wo man im Elfmeterschießen den Erstligisten Sanfrecce Hiroshima besiegte.

## Erfolge
Ventforet Kofu
- Japanischer Pokalsieger: 2022